# チャールズ・キング (俳優)
チャールズ・キング(Charles King 1886年10月31日 - 1944年1月11日)はヴォードヴィル、いくつかの映画で主演したブロードウェイ俳優。
メトロ・ゴールドウィン・メイヤーの世界初全編トーキー映画『ブロードウェイ・メロディー』に主演した。

## 略歴
1886年10月31日、ニューヨーク州ニューヨークにアイルランド出身の移民、トーマス・キングとエレン・キングの子として生まれる。彼らには11人の子供がいたが1900年までにチャールズ、ネリー、メアリーの3人以外は亡くなっている。

## 舞台
1908年にブロードウェイで俳優を始める。初の当たり役はレビューのThe Mimic Worldであった。1910年代にはエリザベス・ブライスとよくコンビを組みThe Slim Princess,A Winsome Widow,Watch Your Step,Miss 1917などに出演した。1920年代もGeorge White's Scandals (1921年版), Little Nellie Kelly, Keep Kool, Hit the Deck , Present Armsなどのブロードウェイのヒット作品に出演し続けた。

## レコーディング
1911年1月から1930年4月の間、出演舞台や映画を含むコマーシャルのシリーズを作る。全部で26のレコーディングが発表され、そのうち12はエリザベス・ブライスとのデュエットであった。

## 映画
1928年にハリウッドへ行き映画に出演するようになる。デビュー作は1929年のブロードウェイ・メロディーであり、大きなヒットを記録した。しかしその後は人気を維持することができずにスタジオはミュージカルパフォーマーとの契約を切るようになる。キングも1930年代にはブロードウェイに戻る。IMDBによるとキングは麻酔科医役で"Men In Black"に出演している。

## 死去
1944年、ロンドンでUSOツアーの最中、肺炎のため57歳で亡くなる。

## 出演作品
- The Five O'Clock Girl (1928)
- ブロードウェイ・メロディーThe Broadway Melody (1929)
- Climbing the Golden Stairs (1929)
- Chasing Rainbows (1930)
- Oh, Sailor Behave (1930)
- Remote Control (1930)
- Ladies Not Allowed (1932)